# Condado de Cavan
Cavan (en irlandés: An Cabhán) es un condado en la República de Irlanda, parte de la provincia del Úlster. Fue creado por Isabel I de Inglaterra. El condado está rodeado por los condados de Monaghan, Leitrim, Longford, Meath, Westmeath en la república, y el condado de Fermanagh en Irlanda del Norte. Tiene una superficie de: 1.931 km² (746 millas cuadradas), y una población (2002) de: 56.546 habitantes. Su punto más alto esc el Binn Chuilceach (665 m).

## Ciudades y pueblos
Arva 411
Bailieborough 2,683
Ballinagh 936
Ballyconnell 1,105
Ballyhaise 711
Ballyjamesduff 2,661
Belturbet 1,369
Blacklion 194
Butlersbridge 276
Cavan 10,914
Cootehill 1,853
Killeshandra 388
Kilnaleck 393
Kingscourt 2,499
Lough Gowna 149
Mullagh 1,348
Shercock 588
Swanlinbar 207
Virginia 2,648